# Vrai positif
Dans un test de classification binaire, un résultat est dit vrai positif lorsqu'un item est correctement détecté par le test.
On l'oppose aux notions :
- de faux positif (item déclaré positif alors qu'il ne l'était pas),
- de faux négatif (item déclaré négatif alors qu'il était en réalité positif) et
- de vrai négatif (item correctement déclaré comme négatif).